# 리춘히
리춘히(李春姬, 표준어: 이춘희, 1943년 7월 8일 ~ )는 조선민주주의인민공화국의 방송원(아나운서)이다. 조선중앙방송의 보도 진행과 대외성명 발표 등을 담당하여 대한민국과 일본, 미국 등의 방송에서 자료화면 형식으로 자주 등장했으며, 특히 영미권 미디어에서는 그녀가 분홍색 저고리를 자주 입고 나오는 것을 보고 '핑크 레이디'(Pink Lady)라는 별명으로 부르고 있다.

## 생애
강원도 통천군 출신으로, 조군실고급학교와 평양연극영화대학 배우과를 졸업했다. 이후 국립연극단에서 배우 생활을 하다 1971년 2월에 방송원이 되어 같은 해 5월 18일부터 아나운서 활동을 시작했다. 조선중앙TV·조선중앙라디오·평양방송에 보도 프로그램에서 아나운서로서 출연했다. 김정일의 조선인민 군부대 시찰의 보도를 주로 맡았다.
그녀는 대한민국의 방송에서 자료화면으로 자주 등장하는데, 이름은 잘 알려져 있지 않지만 특유의 선동적이고 찬양적인 어투(소위 "기백있는 음성")는 성대모사의 대상으로 자주 사용된다. 예를 들어 대만의 코미디 프로에서는 태지원이 '조선뉴스' 프로그램에서 리춘희의 모습을 흉내내며 '안녕하십니까, 이춘히입니다'라는 한국어 인사만 하고 끝날 때에 '김정은 만세, 만세, 만만세'라고 끝마친다.
2008년 4월 북조선 월간지인 《월간화보 조선》의 4월호에 리춘히에 대한 기사가 게재 되었으며 남한 언론은 이 기사를 참조해 그녀에 대한 대접 등을 중심으로 일제히 보도했다. 《조선》의 보도에 따르면 그녀는 정부에서 고급승용차, 호화주택 등을 제공받으며 아나운서 최고 영예인 ‘인민방송원’과 ‘로력영웅’ 칭호를 받았고, 김 위원장의 친필 축하서한을 받기도 한 것으로 알려졌다. 대한민국 언론에서는 이 정도의 대접은 국가차원의 ‘특급대우’로 보고, 영웅대접과 같다고 해석했다.

### 김정일 사망보도
2011년 12월 19일 낮 12시에 김정일이 사망하자 리춘히가 이 소식을 전했다. 두 달 만에 모습을 드러낸 리춘히는 검은 상복에 가슴에 흰 리본을 단 채 "위대한 영도자 김정일 동지께서 뜻밖에 서거하신 것은 우리와 온 겨레의 가장 큰 슬픔"이라고 중대한 뉴스를 전했다. 단호한 표정과 결단력 있는 어투는 여전했으나, 비통한 감정이 북받치는 듯 시종 울먹였으며 말투도 평소보다 훨씬 느려있었다.
이 당시 리춘히는 지난 10월 19일 러시아 이타르타스 통신과의 서면 인터뷰에 대한 김정일의 답변을 읽는 것을 마지막 방송으로 모습을 드러내지 않아 이 사실이 일본 신문들과 대한민국의 신문들에 이 사실이 일제히 보도되었었다.
리춘히는 두 달간 방송에서 자취를 감추면서 고령에 따른 교체설, 와병설, 심지어는 실종설까지 나돌면서 주변국들의 호기심을 자극했지만 김정일의 사망보도로 건재함을 과시하였다. 이후 리춘히는 조선중앙통신을 방문한 중국 CCTV 13 채널의 방송을 통해 'TV화면의 아나운서들이 확실히 곱고 젊어야 할 필요가 있다'며 자신이 일선에서 의도적으로 물러난 것임을 밝혔다.
따라서 현재는 일반 보도의 경우에는 다른 방송원들이 나와 보도를 대신하고 있으며, 리춘히 본인은 중대보도가 있을 때에만 등판하고 있다.

## 가족
평양의 경치 좋은 곳에 집이 있으며, 남편과 두 아들 그리고 며느리, 손녀와 대가족으로 가정을 꾸리고 있다. 집은 상당히 호화로운 것으로 알려졌다.

## 같이 보기
- 무함마드 사이드 알사하프